# Panaqolus
Panaqolus – rodzaj słodkowodnych ryb sumokształtnych z rodziny zbrojnikowatych (Loricariidae).

## Zasięg występowania
Ameryka Południowa: Wenezuela, Kolumbia, Ekwador, Peru, Gujana i Brazylia.

## Klasyfikacja
Gatunki zaliczane do tego rodzaju:
- Panaqolus albivermis
- Panaqolus albomaculatus
- Panaqolus changae
- Panaqolus claustellifer
- Panaqolus dentex
- Panaqolus gnomus
- Panaqolus maccus
- Panaqolus nix
- Panaqolus nocturnus
- Panaqolus purusiensis
- Panaqolus tankei

Gatunkiem typowym jest Panaque gnomus (=Panaqolus gnomus).